# Apolethon bilobatus
Apolethon bilobatus är en kräftdjursart som beskrevs av Shen och Tai 1973. Apolethon bilobatus ingår i släktet Apolethon och familjen Laophontidae. Inga underarter finns listade i Catalogue of Life.